# Scooby Doo i potwór z Loch Ness
Scooby Doo i potwór z Loch Ness (ang. Scooby-Doo and the Loch Ness Monster) – 12 film animowany i 7 animowany pełnometrażowy z serii Scooby Doo, powstały w roku 2004.
Premiera filmu w Polsce na antenie Cartoon Network odbyła się 23 września 2006 roku o godz. 19:00 w Kinie Cartoon Network.

## Fabuła
Scooby i reszta muszą pokonać potwora z Loch Ness, zakłócającego zawody nad jeziorem w Szkocji.

## Obsada
- Frank Welker –
  - Scooby Doo,
  - Fred Jones,
  - Lachlan Haggart
- Casey Kasem – Kudłaty Rogers
- Grey DeLisle –
  - Daphne Blake,
  - Shannon Blake
- Mindy Cohn – Velma Dinkley
- Sheena Easton – Profesor Fiona Pembrooke
- Jeff Bennett –
  - Del Chillman,
  - sir Ian Locksley
- Phil LaMarr – Angus Haggart
- John DiMaggio – Colin Haggart
- Michael Bell –
  - Duncan MacGubbin,
  - Mcintyre

## Wersja polska
W wersji polskiej wystąpili:
- Ryszard Olesiński – Scooby Doo
- Jacek Bończyk – Kudłaty
- Jacek Kopczyński – Fred
- Agata Gawrońska-Bauman – Velma
- Beata Jankowska – Daphne
- Joanna Węgrzynowska – Shannon
- Janusz Rafał Nowicki – Duncan
- Łukasz Lewandowski – Del
- Grzegorz Wons – sir Iyan
- Wojciech Solarz – Colin
- Grzegorz Małecki – Angus
- Dorota Nowakowska – Prof. Fiona Pembrooke

oraz
- Arkadiusz Bazak – Lachlan Haggart
- Adam Bauman
- Jarosław Domin

Wersja polska: na zlecenie Warner Bros. – Master Film

Reżyseria: Ewa Kania

Dialogi: Dorota Filipek-Załęska

Dźwięk: Małgorzata Gil

Montaż: Jan Graboś

Kierownictwo produkcji: Romuald Cieślak

Lektor: Maciej Gudowski